# Antonio Nava (Musiker)
Antonio Maria Nava (* um 1755 oder 1775 in Mailand; † 19. Oktober 1826 ebenda) war ein italienischer Gitarrenvirtuose, Komponist, Sänger und Gesangslehrer.

## Leben und Werk
Nava wurde in Mailand geboren. Von 1800 bis 1812 arbeitete er fast ausschließlich in Oberitalien als Gitarrist, Sänger und Musikpädagoge. Er war aber auch für einige Zeit in Paris, London und um das Jahr 1812 in Deutschland tätig. Sein Sohn Gaetano Nava (1802–1875) erhielt von ihm den ersten Gitarren- und Gesangsunterricht. Bekannt wurde Nava vor allem durch seine Arbeit als Komponist. Ungefähr 70 seiner Kompositionen verschiedener Gattungen sind erhalten, darunter Werke für Sologitarre, Werke für Gesang und Gitarre und Kammermusik, die von 1808 bis 1826 beim Musikverlag Ricordi veröffentlicht wurden. 1908 erschien in diesem Verlag sein bekanntestes Werk für Sologitarre Le stagioni dell’anno. Und um das Jahr 1815 wurde in diesem Verlag sein Gitarrenlehrbuch Metodo completo per chitarra francese herausgegeben, das mehrere Auflagen erlebte.
Antonio Maria Nava „war einer der bekanntesten Gitarristen und Komponisten, die in den ersten Jahrzehnten des neunzehnten Jahrhunderts in Italien tätig waren.“ Der Gitarrist Luigi Moretti widmete ihm sein Duett Gran Bretagna op.9 für Violine und Gitarre.

## Werke (Auswahl)

### Lehrbücher
- Metodo per comporre molti Valz co’ dadi, 1814.[2]
- Metodo completo per chitarra francese, Mailand, um 1815.[2]

### Kompositionen
- Le stagioni dell’anno / in quattro sonate a solo op. 4, 5, 6 e 7, Mailand: Ricordi, 1808: Noten und Audiodateien im International Music Score Library Project
- Sonata per Chitarra Francese, Op. 10: Noten und Audiodateien im International Music Score Library Project
- Fantasia op. 14 für Gitarre solo[4]
- Arpeggio ovvero Giro d'armonia in tutti i tuoni maggiori, Op.15: Noten und Audiodateien im International Music Score Library Project
- Serenata, Op. 16[4]
- Serenata per Chitarra e Flauto, Op. 16: Noten und Audiodateien im International Music Score Library Project
- 3 Petits Duos pour Guitare et Violon, Op. 23: Noten und Audiodateien im International Music Score Library Project
- 3 Divertimenti per Flauto e Chitarra, Op. 33: Noten und Audiodateien im International Music Score Library Project
- 6 Ariette, Op. 39: Noten und Audiodateien im International Music Score Library Project
- Grande Scène harmonique avec Variations, Op. 45: Noten und Audiodateien im International Music Score Library Project
- 12 Walses et un Thême avec Variations, Op. 51: Noten und Audiodateien im International Music Score Library Project
- Divertissement pour 2 Guitares, Op. 52: Noten und Audiodateien im International Music Score Library Project
- Sonatine pour la Guitare, Op. 53: Noten und Audiodateien im International Music Score Library Project
- 6 Ariette, Op. 56: Noten und Audiodateien im International Music Score Library Project
- 6 Ariette, Op. 59: Noten und Audiodateien im International Music Score Library Project
- 6 Ariette a 2 voci, Op. 60: Noten und Audiodateien im International Music Score Library Project
- Serenata, Op. 63[4]

## Diskografie
- Antonio Maria Nava: Flute and Guitar Duos. Dialogue Duo: Noémi Györi (Flöte), Katalin Koltai (Gitarre). Hungaroton, Oktober 2011.[4]